# 다니얄 가지예프
다니얄 마고메도비치 가지예프(러시아어: Дани́ял Магоме́дович Гаджи́ев, 1986년 2월 20일~)는 카자흐스탄의 레슬링 선수이다. 런던에서 열린 2012년 하계 올림픽에서 남자 라이트헤비급 동메달을 획득했다.